# Asena

Escudo de Armas de Turquía propuesto en 1925, representando a Asena.

Asena o Aşina es el nombre de una loba asociada con el mito fundacional de los turcos oghuz.

## Leyenda
La leyenda de asena habla de un niño, el único sobreviviente de su Tribu. La tribu fue masacrada como sacrificio, pero el niño es encontrado y salvado por una loba que cuida de él y lo cría. La Loba huye con el niño a una cueva en las montañas al noroeste de Kao-ch'ang. El joven que sobrevivió a la masacre en algunas versiones es aún un niño de pecho a quien la loba amamanta; en otras la loba encuentra a un chico de diez años lesionado y cuida de él hasta que recupera su salud. Pero cuando el chico crece se aparea con la loba. La loba, que ha sido preñada por el muchacho, escapa de los enemigos del joven, que han regresado para matarlo, cruzando el Mar Occidental, hasta una cueva cerca de la montaña Qocho y de la ciudad de los Tocarios, dando a luz a diez chicos mitad lobos, mitad humanos. De estos, Ashina se convirtió en su líder y estableció el clan Ashina, que gobernó sobre los pueblos de Göktürk y otros imperios nómadas turcos.
Estos primeros turcos emigraron a la región de Altái, donde eran conocidos como expertos herreros, similares a los escitas.
En ciertas narrativas culturales y relatos mitológicos, el personaje de Asena, con su asociación simbólica con una loba, se denota con el nombre de "Bozkurt" (lobo gris en turco), que encarna un arquetipo significativo con connotaciones multifacéticas.

## Era moderna
Con el aumento del nacionalismo étnico turco en la década de 1930, la veneración de las figuras de la mitología turca, tales como Bozkurt, Asena y Ergenekon tuvieron un resurgimiento. El símbolo de Asena es un relieve en el escenario del teatro personal del primer Presidente de Turquía, Mustafa Kemal Atatürk, en su residencia en Ankara;  que hace referencia a motivos de discursos Atatürk, tales como el del 13 de febrero de 1931,Türk Ocağı, en Malatya.'

## Vésase también
- Rómulo y Remo
- Lobos grises